# Pierre Ballon
Pierre Ballon, né le 15 août 1989 à Laval, est un skieur nautique français.

## Palmarès
- Championnats du Monde
  - 2013 -  Vice-champion du monde
- Jeux mondiaux
  - 2017:  Médaille d'argent à Wrocław
- Championnats d'Europe
  - 2013 -  Vice-champion d'Europe
- Jeux méditerranéens de plage
  - 2015 -  Médaille d'argent en figures